# Puchar Świata w Zapasach 1999
Puchar rozegrano w dniach 2-3 kwietnia 1999 roku w Spokane w USA.

## Styl wolny

### Ostateczna kolejność drużynowa
| Poz. | Państwo           |
| ---- | ----------------- |
|      | Stany Zjednoczone |
|      | Iran              |
|      | Kuba              |
| 4.   | Niemcy            |
| 5.   | Kanada            |

### Klasyfikacja indywidualna
| Waga   |                       |                    |                   | 4                 | 5                      | 6               |
| ------ | --------------------- | ------------------ | ----------------- | ----------------- | ---------------------- | --------------- |
| 54 kg  | Gholam Reza Mohammadi | Sammie Henson      | Wilfredo García   | Vasilij Zeiher    | Paul Ragusa Selwyn Tam | ----            |
| 58 kg  | Alireza Dabir         | Anthony Purler     | Joel García       | Othmar Kuhner     | Dennis Pagliniwan      | ----            |
| 63 kg  | Cary Kolat            | Mahdi Bara’ati     | Carlos Ortíz      | Jürgen Scheibe    | Kerry Boumans          | Jeremy Podlog   |
| 69 kg  | Lincoln McIlravy      | Daniel Igali       | Amir Tawakkolijan | Yosvany Sánchez   | Ali Akbar Neżad        | Jens Guendling  |
| 76 kg  | Alexander Leipold     | Stephen Marianetti | Peżman Dorostkar  | Walter Torrientes | Nicholas Ugoalah       | George Orbi     |
| 85 kg  | Les Gutches           | Yoel Romero        | Ferejdun Ghanbari | Hans Gstöttner    | André Backhaus         | Justin Abdou    |
| 97 kg  | Ali Reza Hejdari      | Heiko Balz         | Wilfredo Morales  | J.McGrew          | Arawat Sabiejew        | Dean Schmeichel |
| 130 kg | Kerry McCoy           | Alexis Rodríguez   | Sven Thiele       | Wayne Weathers    | Ebrahim Mehraban       | ----            |